# Unión Deportiva Logroñés
|  | No s'ha de confondre amb Club Deportivo Logroñés o Sociedad Deportiva Logroñés. |

La Unión Deportiva Logroñés és un club de futbol de la localitat de Logronyo (La Rioja). Actualment juga a la Primera Divisió RFEF.
El club va ser inscrit el 24 de juny de 2009, després de canviar-li el nom al Club Deportivo Varea, que el 31 de maig de 2009 havia aconseguit l'ascens a Segona Divisió B

## Uniforme
- Uniforme titular: Samarreta vermella i blanca a ratlles verticals, pantaló i mitges negres.
- Uniforme alternatiu: Samarreta negra amb mànigues verdes, pantaló i mitges blancs.

## Estadi
L' Estadi Municipal Las Gaunas (anomenat simplement Las Gaunas i també Nuevo Las Gaunas) és l'estadi de futbol on juga els seus partits com a local la Unión Deportiva Logroñés. Està ubicat al sud de Logronyo, al costat del Palacio de los Deportes de La Rioja (Palau dels Esports). Va ser inaugurat el 28 de febrer de 2002 amb un partit amistós entre el Club Deportivo Logroñés i el Deportivo Alavés. Té capacitat per a 16.000 espectadors i les dimensions del terreny de joc són 104 x 66 metres. Els seients són de colors blanc i vermell i formen la inscripció "Gaunas".

## Dades del club
- Temporades a Primera Divisió: 0
- Temporades a Segona Divisió A: 0
- Temporades a Segona Divisió B: 3 (comptant la 2011-12
  - Millor posició: 6è (temporada 2010-11)
  - Pitjor posició: 14è (temporada 2012-13)
- Temporades a Tercera Divisió: 0